# Wansleben am See
Wansleben am See este o comună din landul Saxonia-Anhalt, Germania.